# 埃莉诺·奥斯特罗姆
埃莉诺·奥斯特罗姆（英語：Elinor "Lin" Ostrom，本名Elinor Claire Awan，中文名歐玲，1933年8月7日—2012年6月12日）是一位美国政治经济学家。
因她对经济治理尤其是公共经济治理方面的分析而与奥利弗·威廉姆森共同被授予2009年诺贝尔经济学奖，她也是第一位获得此项荣誉的女性。她的研究主要围绕新制度經濟學和政治经济学的复苏。

## 生平
奥斯特罗姆曾任美国印第安那大学布鲁明顿分校政治学系阿瑟·本特利讲座教授。她也是亚利桑那州立大学制度多样性研究中心的创办主任。她还是美国科学院院士和美国政治学会前主席。
奥斯特罗姆1965年在加州大学洛杉矶分校获得政治学博士学位。

## 去世
2011年10月奥斯特罗姆被诊断出患有胰腺癌。2012年6月12日，奥斯特罗姆因胰腺癌去世，享年78岁。她去世后她的丈夫文森·奧斯特羅姆（Vincent Ostrom）也在同一个月去世。

## 补充阅读
- Aligica, Paul Dragos; Boettke, Peter. . Routledge. 2009. ISBN 978-0-415-77820-6.
- Ostrom, Vincent and Elinor Ostrom. "Rethinking Institutional Analysis: Interviews with Vincent and Elinor Ostrom."By Paul Dragos Aligica. Interview, Mercatus Center at George Mason University（页面存档备份，存于）, 2003.